# Rodolphe Töpffer

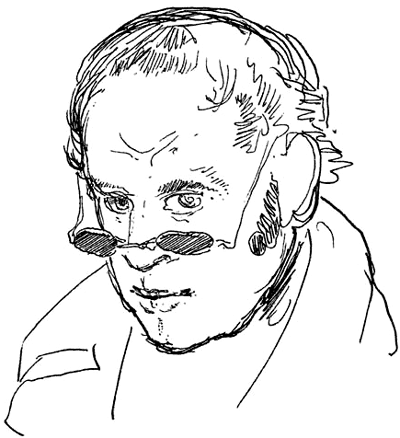
Rodolphe Töpffer.

Rodolphe Töpffer, född den 31 januari 1799 i Genève, död den 8 juni 1846, var en schweizisk författare och tecknare.
Töpffer var 1822–1824 anställd som lärare vid ett privat läroverk i Genève, varefter han där grundlade en pojkskola i Rosseaus anda. Med sina elever företog han långa sommarvandringar i Schweiz samt i några trakter av Frankrike och Italien. Över dessa färder skrev ynglingarna och läraren glada och skämtsamma skildringar, som sedermera i ord och teckningar delvis utkommit i Voyages en zig-zag (1843 f.). 
Töpfer utövade därjämte ett flitigt författarskap, bland annat som medarbetare (från 1830) i tidskriften "Bibliothèque universelle", där han offentliggjorde flertalet av sina berömda romaner La bibliothèque de mon oncle (i bokform 1838; "Min farbrors bibliotek") och Le presbytère (i bokform 1839) jämte en rad friska och livliga noveller, vilka senare utkom under titeln Nouvelles genevoises (1841; "Noveller", 1871), hans mest spridda och lästa verk, översatt till flera språk och använt som skolbok vid undervisningen i franska. 
Under tiden hade Töpfer blivit kallad till professor i retorik och litteratur vid akademien i Genève (1832), men han avbröt inte sin publicistiska verksamhet. Hans kärlek till skön konst, hans reformatoriska strävanden inom undervisningsväsendet med mera föranledde honom att i tidskrifter och broschyrer framlägga sina iakttagelser. Sådana är exempelvis Réflexions et menus propos d'un peintre genevois (1839 f.), i vilka han framgångsrikt förfäktade sina åsikter. 
Han utgav därjämte åtskilliga häften humoristiska skisser med titeln Albums (1833 f.), och anses därmed vara en föregångare till dagens serie- och satirtidningar. År 1834 blev Töpfer medlem av Stora rådet; och för att söka utöva något inflytande på de offentliga angelägenheterna, i främsta rummet för att hejda de revolutionära rörelser, som då hemsökte hans fosterland, uppsatte han i förening med några liktänkande tidningen "Courrier de Geneve", där han var den främste författaren. Hans sista arbete, Rosa et Gertrude (1845), rönte varmt mottagande.